# 찰나
찰나(刹那)는 불교에서 극히 짧은 시간을 가리키는 용어이다. 산스크리트어에서 "순간"이라는 뜻을 가진 '크샤나'(산스크리트어: क्षण, kṣaṇa)를 음역한 용어이다.

## 관련 기록
인도의 불교 경전인 《마하승기율》(摩訶僧祈律)에 따르면 "20염(念)은 1순(瞬, 약 0.36초), 20순은 1탄지(彈指, 약 7.2초, 손가락을 튕길 정도로 아주 짧은 시간)를 각각 형성한다. 20탄지는 1나예(羅豫, 약 2분 24초), 20나예는 1수유(須臾, 약 48분, 모호율다(牟呼栗多)), 30수유는 1주야(晝夜, 24시간)를 각각 형성한다."고 명시하고 있다. 이를 근거로 하면 하루는 30수유, 600나예, 12,000탄지, 240,000순, 4,800,000염에 해당하는데 1염은 약 0.018초에 해당한다.
인도의 불교 경전인 《아비달마대비바사론》(阿毘達磨大毘婆沙論)에 따르면 "120찰나는 1달찰나(怛刹那, tatkṣaṇa, 약 1.6초)를, 60달찰나는 1납박(臘縛, lava, 약 96초) 또는 7,200찰나를 각각 형성한다. 30납박은 1모호율다(牟呼栗多, muhūrta, 약 2,880초 또는 약 48분) 또는 216,000찰나를, 30모호율다는 1주야(晝夜, 24시간)를 각각 형성한다."라고 명시하고 있다. 이를 근거로 하면 하루는 30모호율다, 900납박, 54,000달찰나, 6,480,000찰나에 해당하는데 1찰나는 1/75초(약 0.013초)에 해당한다.
당나라의 승려인 현장이 지은 기행문인 《대당서역기》(大唐西域記)에 따르면 "120찰나는 1달찰나(怛刹那, tatkṣaṇa)를, 60달찰나는 1납박(臘縛, lava)을 각각 형성한다. 30납박은 1모호율다(牟呼栗多, muhūrta)를, 5모호율다는 1대시(大時, kala) 또는 1,080,000찰나를, 6대시는 1주야(晝夜) 또는 6,480,000찰나를 각각 형성한다."고 명시하고 있다.